# Dick Cleveland
Richard "Dick" Fitch Cleveland (Honolulu, 21 september 1929 - Kailua, 27 juli 2002) was een Amerikaans zwemmer. 

## Carrière
Op de Pan-Amerikaanse Spelen van 1951 behaalde Cleveland drie gouden medailles, op de 100 meter vrije slag, de 4x200 meter vrije slag en de 3x100 meter wisselslag. Tevens nam Cleveland deel aan de 100 meter vrije slag op de Olympische Zomerspelen 1952 in Helsinki. Hier strandde hij echter reeds in de halve finale van de 100 meter vrije slag. 
Op 1 april 1954 zwom Cleveland verbeterde Cleveland het wereldrecord op de 100 meter vrije slag. In een tijd van 54,8 dook hij als eerste onder de 55 seconden. 
In 1991 werd Cleveland opgenomen in de International Swimming Hall of Fame.

## Internationale toernooien
| Jaar | Olympische Spelen   | Pan-Ams                                                 |
| ---- | ------------------- | ------------------------------------------------------- |
| 1951 |                     | 100m vrije slag · 4x200m vrije slag · 3x100m wisselslag |
| 1952 | 10e 100m vrije slag |                                                         |